# Cetatea Königstein
Cetatea Königstein este simbolul cețăților ruină din Germania. Cetatea aparține de orașul Königstein im Taunus din landul Hessen.